# レビー郡 (フロリダ州)

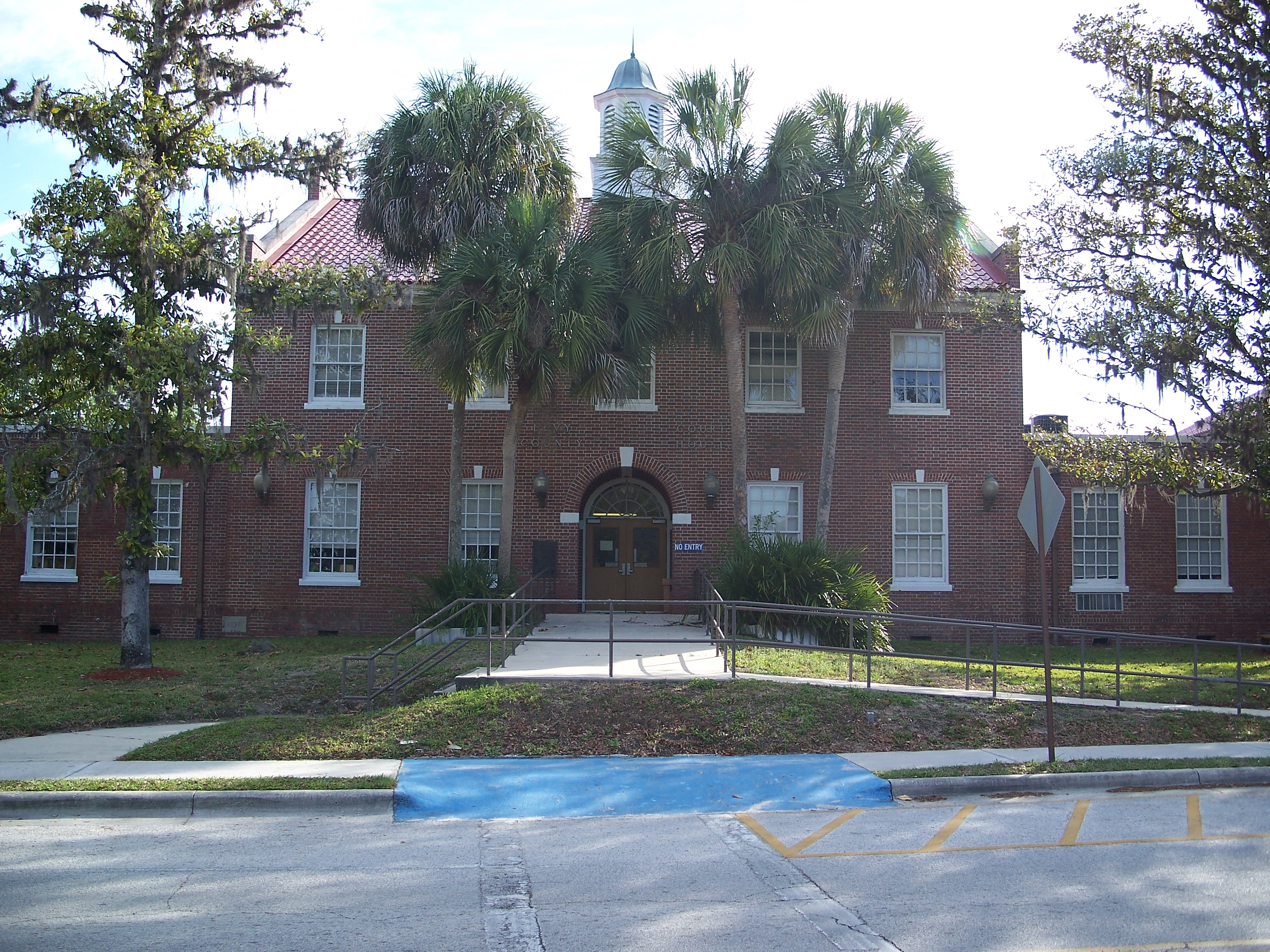
ブロンソン町にあるレビー郡庁舎

レビー郡（英: Levy County、リービー (LEE vee) と発音される）は、アメリカ合衆国フロリダ州のフロリダ半島北部に位置する郡である。2010年国勢調査での人口は40,801人であり、2000年の34,450人から18.4%増加した。郡庁所在地はブロンソン町（人口1,113人）であり、同郡で人口最大の都市はウィリストン市（人口2,768人）である。

## 歴史
レビー郡はセミノール戦争が終わった後の開発段階にあった1845年に設立された。郡名は、農園主であり、1841年にフロリダ準州からアメリカ合衆国下院への代表に選出され、2期を務めたデイビッド・レビーに因んで名付けられた。レビーは、フロリダが州に昇格すると、新しい州議会によってアメリカ合衆国上院議員に選出され、1845年から1851年と1855年から1861年の2期を務めた。アメリカ合衆国上院議員となった最初のユダヤ系アメリカ人である。
.  
レビーはフロリダ半島を横切る最初の鉄道を建設し、大西洋岸の水深が深いフェルナンディナ港とメキシコ湾岸のシーダーキーとを繋いだ。また州中央部でも鉄道の支線網を建設し、長く州の発展に携わった。
1923年1月第1週、郡内でローズウッド虐殺が起きた。白人が黒人を襲って殺した人種暴動だった。この事件を元にした映画が制作されたが、郡内で撮影されることは無かった。

## 地理
アメリカ合衆国国勢調査局に拠れば、郡域全面積は1,412.8平方マイル (3,659 km2)であり、このうち陸地1,118.2平方マイル (2,896 km2)、水域は294.6平方マイル (763 km2)で水域率は20.85%である。

### 交通

#### 空港
- ジョージ・T・ルイス空港
- ウィリストン市民空港
- エイムズ飛行場

#### 鉄道
郡内にはアメリカ国道41号線に沿って鉄道が1本走っている。この線は元アトランティック・コーストライン鉄道であり、現在はフロリダ・ノーザン鉄道が利用し、シトラス郡のレッドレベルにあるクリスタルリバー第3原子力発電所に貨物を運んでいる。現在は廃線となっている鉄道としては、上記現行路線に接近してあったシーボード・エア・ライン鉄道の路線、州道24号線に並行してあったフロリダ鉄道航行会社の路線、郡西部と南部をアメリカ国道19号線/98号線に沿ってファニングスプリングスからダネロンに向かい、そこからレビー郡道336号線に沿ってレバノンジャンクションに至る路線があった。ファニングスプリングスからチーフランドの間は現在、自然海岸州立道路の一部になっている。

#### 主要高規格道路
- アメリカ国道19号線/アメリカ国道98号線、郡西部を南北に走る郡内幹線道
- アメリカ国道27号線、マリオン郡から郡南東・北西方向に走り、ハイスプリングスに向かう途中で国道41号線に合流する
- アメリカ国道27号線代替路、ウィリストンの国道27号線/同41号線/州道121号線から北西と南東に分かれ、チーフランドで国道19号線/同98号線に向かい、ペリーに向かう途中で合流する
- アメリカ国道41号線、郡東部を南北に走る郡内幹線道。ウィリストンで州道121号線と合流した後の北端まではデソト・トレイルとも呼ばれる
- アメリカ国道129号線、国道29号線の補助道路。チーフランドから北東に走り、ジャスパーに向かう途中のトレントンで北に転じ、ジョージア州境に至る
- フロリダ州道24号線、郡中央部を東西に走り、シーダーキーからアラチュア郡を結ぶ。ブロンソンでは代替路もある
- フロリダ州道121号線、南北方向路であり、レバノンジャンクションの南西と北東をぬけてウィリストンを通り、アラチュア郡とその先を結ぶ。サウスカロライナ州ロックヒルの国道21号線からは、ジョージア州、サウスカロライナ州と3州補助道路になっている
- フロリダ州道320号線、東西方向路、マナティスプリングス州立公園とチーフランドの国道19号線/同98号線/同27号線代替路を繋ぐ。さらに郡が延伸した部分はニュートンの郡道339号線とを繋ぐ
- フロリダ州道345号線、ローズウッドからチーフランドを結ぶ州道郡道合流路線
- 郡道40号線、郡南部を東西方向に走る。メキシコ湾のヤンキータウンから、ウィスラクーチー川に沿って蛇行し、ダネロンを通ってマリオン郡のレインボウレイクエステイツに至り、そこから州道40号線となる。メキシコ湾と国道19号線/同98号線の間は、1962年のエルヴィス・プレスリーの映画から「フォロー・ザット・ドリーム」大通りと呼ばれている。
- 郡道326号線、郡南東部を抜ける東西方向路、州道326号線の延伸部分
- 郡道336号線、郡南西部を抜ける南東・北西方向路
- 郡道337号線、郡中央部を抜ける南北方向路

### 隣接する郡
- ディキシー郡 - 西
- ギルクリスト郡 - 北
- アラチュア郡 - 北東
- マリオン郡 - 東
- シトラス郡 - 南

### 国立保護地域
- シーダーキーズ国立野生生物保護区（部分）
- スワニー川下流国立野生生物保護区（部分）

## 人口動態
以下は2000年国勢調査による人口統計データである。
| 基礎データ - 人口: 34,450人 - 世帯数: 13,867 世帯 - 家族数: 9,679 家族 - 人口密度: 12人/km2（31人/mi2） - 住居数: 16,570軒 - 住居密度: 6軒/km2（15軒/mi2） 人種別人口構成 - 白人: 85.88% - アフリカン・アメリカン: 10.97% - ネイティブ・アメリカン: 0.47% - アジア人: 0.37% - 太平洋諸島系: 0.03% - その他の人種: 0.96% - 混血: 1.32% - ヒスパニック・ラテン系: 3.89% 年齢別人口構成 - 18歳未満: 23.6% - 18-24歳: 6.9% - 25-44歳: 25.0% - 45-64歳: 26.6% - 65歳以上: 17.9% - 年齢の中央値: 41歳 - 性比（女性100人あたり男性の人口） - 総人口: 94.0 - 18歳以上: 90.8 | 世帯と家族（対世帯数） - 18歳未満の子供がいる: 27.4% - 結婚・同居している夫婦: 53.4% - 未婚・離婚・死別女性が世帯主: 11.8% - 非家族世帯: 30.2% - 単身世帯: 24.9% - 65歳以上の老人1人暮らし: 11.6% - 平均構成人数 - 世帯: 2.44人 - 家族: 2.88人 収入と家計 - 収入の中央値 - 世帯: 26,959米ドル - 家族: 30,899米ドル - 性別 - 男性: 26,029米ドル - 女性: 20,252米ドル - 人口1人あたり収入: 14,746米ドル - 貧困線以下 - 対人口: 18.6% - 対家族数: 15.0% - 18歳未満: 25.8% - 65歳以上: 12.9% |

## 計画中の原子力発電所
2008年4月7日、セントピーターズバーグのプログレス・エナジー・フロリダが、レビー郡の未開発地域に建設する原子力発電所用AP1000原子炉2基について、ショー・アンド・ウェスティングハウス社に、生産所要期間の長い材料を発注することを認めたと発表した。この原子炉はそれぞれ約1,100メガワットを発電する能力がある。
プログレス・エナジー・フロリダ社の広報担当に拠れば、2008年夏に合同建設運転免許を申請する。サザン・カンパニーとスキャナがこの発電所に関わり、まだ見積もり費用を明かしていないが、プログレス・エナジー・フロリダ社は140億米ドルを要し、送電部だけでも30億ドルがかかると言っている。
合同建設運転免許を申請したことは発電所建設を必ずしも意味しないが、免許取得過程の一部である。この申請でアメリカ合衆国原子力規制委員会による40か月間の審査があり、承認は2011年8月が見込まれる。
この発電所が建設されれば、30年以上無かった未開発地域に建設する原子力発電所となる。商業運転開始は2016年から2017年が見込まれている。

## 都市と町

### 法人化自治体
1. ブロンソン町 - 郡庁所在地
2. シーダーキー市
3. チーフランド市
4. ファニングスプリングス市
5. イングリス町
6. オッタークリーク市
7. ウィリストン市
8. ヤンキータウン市

### 未編入の町
- アンドリュース
- イーストブロンソン
- イーストウィリストン
- エルジー
- ファウラーズブラフ
- ガルフハンモック
- レバノンジャンクション
- マンティロード
- ローリー
- ローズウッド
- ターキータウン
- アッシャー
- ウィリストンハイランズ

## 政治
| 年     | 共和党 | 民主党 | その他 |
| ------ | ------ | ------ | ------ |
| 2008年 | 62.6%  | 35.7%  | 1.7%   |
| 2004年 | 62.5%  | 36.5%  | 1.0%   |
| 2000年 | 53.9%  | 42.4%  | 3.7%   |

### メディア
- Levy County Journal
- Cedar Key Beacon
- Chiefland Citizen
- HardisonInk.com
- Williston Pioneer
- LCJ archives maintained by University of Florida

### 政府関連
- Levy County official website
- Levy County Supervisor of Elections
- Levy County Property Appraiser
- Levy County Sheriff's Office
- Levy County Tax Collector

### 特殊地区
- Levy County School Board
- Suwanee River Water Management District
- Southwest Florida Water Management District

### 司法関連
- Levy County Clerk of Courts
- Office of the State Attorney, 8th Judicial Circuit of Florida serving Alachua, Baker, Bradford, Gilchrist, Levy, and Union counties
- Circuit and County Court for the 8th Judicial Circuit of Florida

### 観光
- Levy County Visitors Bureau
- Withlacoochee/Gulf Area Chamber of Commerce
- Cedar Key Chamber of Commerce
- Greater Chiefland Chamber of Commerce
- Fanning Springs Chamber of Commerce
- Cedar Key Scrub State Preserve
- Cedar Keys National Wildlife Refuge
- Goethe State Forest
- Manatee Springs State Park

座標: 北緯29度17分 西経82度47分 / 北緯29.28度 西経82.79度